# Eulepidotis dewitzei
Eulepidotis dewitzei är en fjärilsart som beskrevs av Heinrich Benno Möschler 1890. Eulepidotis dewitzei ingår i släktet Eulepidotis och familjen nattflyn. Inga underarter finns listade i Catalogue of Life.